# 145962 Lacchini
145962 Lacchini este o planetă minoră (asteroid) din Mars-crossing asteroid⁠(d). A fost descoperită pe 29 decembrie 1999 la Colleverde⁠(d) de Vincenzo Silvano Casulli⁠(d) și a fost numită după Giovanni Battista Lacchini⁠(d). 
Obiectul prezintă o orbită caracterizată de o semiaxă mare de 2,2536212862281 UAi, o excentricitate de 0,33, o înclinație de 24,8 ° în raport cu ecliptica.